# Scopifera mirabilis
Scopifera mirabilis là một loài bướm đêm trong họ Noctuidae.